# 厚蛤
厚蛤（学名：Crenocrassatella foveolata）是心蛤目厚蛤科的一种。過往曾屬於厚蛤屬（Crassatella）及Bathytormus屬，今屬Crenocrassatella屬。

## 型態特徵
殼近三角形，殼後腹緣突出，殼厚，殼頂凸出。殼皮黃褐色，殼表具有成長輪肋。

## 分佈與棲息地
主要分布于台湾，常棲息於淺海到深海的沙礫底。